# Machimus davidsonae
Machimus davidsonae är en tvåvingeart som beskrevs av Martin 1975. Machimus davidsonae ingår i släktet Machimus och familjen rovflugor. Inga underarter finns listade i Catalogue of Life.